# هريم بن سفيان
هريم بن سفيان البجلي، أبو محمد الكوفي. راوي حديث نبوي وهو ثقة.، روى له الجماعة، وذكره ابن حبان في كتاب «الثقات».

## روايته للحديث النبوي
- روى عن: إبراهيم بن محمد بن المنتشر، وإسماعيل بن أبي خالد، وإسماعيل بن مسلم المكي، وأبي بشر بيان بن بشر الأحمسي، وحارثة بن أبي الرجال، وسعيد بن أبي عروبة، وسليمان الأعمش، وسهيل بن أبي صالح، وعاصم بن كليب، وعبد الله بن سعيد بن أبي سعيد المقبري، وعبد الله ابن محرر، وعبد ربه بن سعيد الأنصاري، وعبد الرحمن بن إسحاق الكوفي، وعبد الملك بن عمير، وعبيد الله بن عمر العمري، وعطاء بن عجلان، وعمرو بن خالد الواسطي، وعمرو بن قيس الملائي، وليث بن أبي سليم، ومجالد بن سعيد، ومنصور بن المعتمر، وأبي إسحاق الشيباني، وأم عمرو المرادية.
- روى عنه: أحمد بن عبد الله بن يونس، وإسحاق بن منصور السلولي، والأسود بن عامر شاذان، وأسيد بن زيد الجمال وبكر بن عبد الرحمن القاضي، والحسن بن عبد الرحمن النخعي، وسويد بن عمرو الكلبي، وعبد الحميد بن صالح البرجمي، وعلي بن حكيم الأودي، وأبو نعيم الفضل بن دكين، وأبو غسان مالك بن إسماعيل النهدي، ويحيى بن أبي بكير الكرماني، وأبو داود الحفري.[2]

## الجرح والتعديل
- أبو حاتم الرازي: ثقة.
- أبو حاتم بن حبان البستي: ذكره في الثقات.
- أحمد بن صالح الجيلي: ثقة.
- ابن حجر العسقلاني: صدوق.
- الدارقطني: صدوق.
- الذهبي: ثبت.
- عثمان بن أبي شيبة العبسي: صدوق ثقة.
- محمد بن سعد كاتب الواقدي: ثقة.
- أبو بكر البزار: صالح الحديث، ليس بالقوي.
- مصنفوا تحرير تقريب التهذيب: ثقة، روى له البخاري ومسلم في صحيحيهما، وتفرد البزار بتليينه، ولا يقف هذا أمام توثيق الأئمة له.
- يحيى بن معين: ثقة.[1]